# 1997 en rugby à XV
Cette page présente les faits marquants de l'année 1997 en rugby à XV : les principales compétitions et évènements liés au rugby à XV et rugby à sept ainsi que les décès de grandes personnalités de ces sports.

## Événements

### Janvier
- 25 janvier : Coupe d'Europe - Le CA Brive s'impose en finale face aux Anglais des Leicester Tigers (28-9)[1].
- 26 janvier : Conférence européenne - CS Bourgoin-Jallieu remporte la première édition du Bouclier européen, en gagnant le Castres olympique sur le score de 18 à 9[2].

### Mars
- 15 mars : le XV de France remporte le Tournoi des Cinq Nations en signant un Grand Chelem[3].
  - Article détaillé : Tournoi des cinq nations 1997

### Mai
- 31 mai : le Stade toulousain est champion de France pour la quatrième fois consécutive[4].
- 31 mai : les Auckland Blues remportent le Super 12 pour la deuxième fois consécutive, après av[5].
- ? mai : vingt-et-unième édition de la Coupe Ibérique. Les Portugais du GDS Cascais l'emportent 14-9 face aux Espagnols de l'UE Santboiana, glanant ainsi leur troisième titre dans la compétition.